# حصار حليام
حصار حليام حصار في عام 1571 كجزء من حرب عصبة الهند بين الساموريبن من كاليكوت والإمبراطورية البرتغالية. نجح جيش الساموريبن في كاليكوت في تجويع القلعة، مما أجبر القائد البرتغالي دوم خورخي دي كاسترو على الاستسلام.

## الخلفية
لقد برز الساموريبن كقوة عظمى في مالابار، وأدى وصول البرتغاليين إلى تغيير الوضع الراهن. انضم التابعون السابقون للساموريبن إلى البرتغاليين في محاولة لتحرير أنفسهم من سيادة كاليكوت. قام البرتغاليون ببناء حصن في حليام، ليتمكنوا من خلاله الهجوم على مناطق نفوذ الساموريبن في عمق البلاد. وُصف حصن حليام بأنه "مسدس موجه إلى حلق الساموريبن". في جنوب الهند، تحالف البرتغاليون مع إمبراطورية فيجاياناجار الذين كانوا الأعداء التقليديين لسلطنات الدكن.

## العواقب
بعد خسارة قلعة حليام [الإنجليزية] في عام 1571، صدر أمر من البرتغال بتقسيم الممتلكات البرتغالية إلى ثلاثة أجزاء، وهي الهند، وموينيموتابا، وملقا. وفقًا لويليام لوجان [الإنجليزية]، "يبدو أن انحدار القوة البرتغالية يعود إلى وقت هذا الترتيب، لأن النتيجة كانت سلسلة من الحيرة التي شتتت انتباه البرتغاليين أكثر من جميع الهجمات السابقة لأعدائهم في الهند".